# 662 (tal)
662 är det naturliga heltal som följer 661 och följs av 663.

## Matematiska egenskaper
- 662 är ett jämnt tal.
- 662 är ett sammansatt tal.
- 662 är ett semiprimtal[1].
- 662 är ett defekt tal.
- 662 är ett tal i Mian–Chowlas följd.

## Inom vetenskapen
- 662 Newtonia, en asteroid.